# Sven Persson (konstnär)
Sven Lage Persson, född 12 juli 1899 i Åby, Kalmar län, död där 28 december 1993, var en svensk violinist, snickare och målare.
Han var son till mjölnaren Per August Nilsson och Maria Charlotta Johnson-Bratt och från 1938 gift med Karin Elisabet Johansson-Hult. Persson var huvudsakligen autodidakt som konstnär och började måla i 50-årsåldern. Tillsammans med Gustav Uddenberg ställde han ut i Kalmar 1954 och separat ställde han ut i Ålem, Småland 1960. Han medverkade i samlingsutställningar på Kalmar konstmuseum. Hans konst består av landskapsbilder från Öland, Skåne och Bornholm utförda i olja. Persson är representerad vid bland annat Kalmar konstmuseum.

### Fotnoter
1. ↑  ”Kalmar konstmuseum”. Arkiverad från originalet den 10 december 2017. https://web.archive.org/web/20171210015805/http://konstdatabas.designarkivet.se/index.php/Detail/Object/Show/object_id/1336. Läst 9 december 2017.